# Галабинов, Андрей
Андрей Галабинов (болг. Андрей Гълъбинов; род. 27 ноября 1988, София) — болгарский футболист, нападающий. Выступал за сборную Болгарии.

## Семья
Андрей родился в Софии в семье Асена Галабинова и Полины Филиповой. Его отец — бывший игрок сборной по волейболу, мать также занималась спортом. Дед Андрея — Йордан Филипов играл в ЦСКА София и в болгарской национальной футбольной команде вратарем. Другой его дед был волейболистом и тренером.

## Клубная карьера

### Начало карьеры
Голубинов начал свою футбольную карьеру в ЦСКА София. В 2004 году он переехал на Кипр со своей семьей и поступил в молодёжную академию клуба «Омония». Год спустя, его отец был назначен тренером волейбольной команды «Модена» и Андрей переехал в Италию. В 2006 году он подписал контракт с клубом серии D «Кастелларано». В июле 2007 года Голубинов перешел в клуб «Болонья», но не смог попасть в основную команду и был отправлен в аренду в клуб «Джулианова», а затем в клуб «Джакоменсе».

### «Ливорно» и «Губбио»
1 февраля 2011 года Голубинов подписал с клубом «Ливорно» контракт на четыре с половиной года. Он дебютировал в команде 7 февраля, проиграв 0-1 против клуба «Виченца». Он появился только в трех матчах в третьей высшей футбольной лиги Италии к концу сезона. В попытке заработать немного игрового времени, Голубинов провел сезон 2011/12 в аренде, где он играл за клубы «Соренто» и «Бассано Виртус».
В июле 2012 года Голубинов переехал в клуб «Губбио» на один год.

### «Авеллино»
15 июля 2013 года клуб «Авеллино» подписал с Голубиновым долгосрочный контракт. Он дебютировал в домашней игре, которая завершилась победой со счётом 2:1 над клубом «Новара» 24 августа, сыграв полные 90 минут. 30 сентября он забил свой первый гол, реализовав пенальти на 35-й минуте со счетом 1:0 над клубом «Эмполи». 19 октября Голубинов дважды забил и клуб одержал победу со счетом 4: 1 на своем поле против «Карпи». Десять дней спустя он продолжил свою серию голов против команды «Читтаделла». 25 января 2014 года он забил единственный гол в ворота в игре с «Новарой», а его счет голов в лиге в этом сезоне дошел до 10. Голубинов провел 39 матчей в сезоне 2013/14 годов, став лучшим бомбардиром клуба и забив 15 мячей.

### Возвращение в «Ливорно»
Голубинов вернулся в «Ливорно» в конце сезона, забив восемь голов в шести предсезонных товарищеских матчах. 17 августа 2014 года он забил свой первый гол за «Ливорно» в Кубке Италии против «Бассано Виртус». Затем он продолжил свою карьеру, забив свой первый гол в лиге за «Ливорно» в день открытия сезона 2014/15, ничья 1-1 против клуба «Карпи» на стадионе Армандо Пикки. Два месяца спустя, 1 ноября, Голубинов забил пенальти в домашней победе со счетом 3-2 над «Болоньей». Он покинул «Ливорно» после того, как его контракт истек летом 2015 года.

### «Новара» и «Дженоа»
12 августа 2015 года Голубинов подписал контракт с «Новарой» как свободный агент. Сначала он носил футболку № 35, но позже выбрал № 16 после того, как Николас Скьяви стал носить № 20.
Летом 2017 года Голубинов присоединился к команде «Дженоа» после истечения его контракта с «Новарой». Он забил свой первый гол за клуб 26 августа 2017 года во втором туре сезона в матче, который закончился домашним поражением со счетом 2-4 в пользу «Ювентуса».

## Международные игры
20 февраля 2014 года Голубинов был вызван в состав сборной Болгарии для игры в товарищеском матче с сборной Беларуси. Он дебютировал в матче 5 марта, играя в первые 45 минут нанес удар в створ ворот в штангу. Голубинов открыл свой счет за сборную 23 мая 2014 года, забив первый гол в игре против Канады.
|    | дата встречи   | место встречи                                       | противник | голы | счет | статус встречи              |
| -- | -------------- | --------------------------------------------------- | --------- | ---- | ---- | --------------------------- |
| 1. | 23 мая 2014    | Ритцинг, Австрия                                    | Канада    | 1    | 1-1  | товарищеский матч           |
| 2. | 16 ноября 2014 | Национальный стадион Васила Левски, София, Болгария | Мальта    | 1    | 1-1  | квалификация УЕФА ЕВРО-2016 |

## Личная жизнь
С 2017 года Голубинов встречается с итальянской моделью Наташей Синелли, сестрой его товарища по команде Антонио Синелли.